# Martin Oberdörffer
Martin Oberdörffer (* 11. Januar 1865 in Hamburg; † 18. Dezember 1926 in Leipzig) war ein deutscher Konzertsänger der Stimmlage Bariton und Komponist. Er war der Onkel des amerikanischen Musikwissenschaftlers Fritz Oberdörffer (1895–1979).

## Leben und Werk
Martin Oberdörffer wirkte zunächst als Musikalienhändler. Er gründete 1888 in Leipzig einen Musikverlag, verkaufte diesen aber im Jahr 1900 wieder und widmete sich ganz dem Gesang. Er wurde Schüler von Heinrich Gudehus. Eine Reihe von Liedern Martin Oberdörffers erschien im Druck.
Martin Oberdörffer war verheiratet mit Emma Helene, geborene Jeßnitzer (1865–1944).
Beider Urnen wurden im Jeßnitzerschen Erbbegräbnis in der IX. Abteilung des Neuen Johannisfriedhofs beigesetzt.